# Municipio de Middleburg
El municipio de Middleburg (en inglés: Middleburg Township) es un municipio ubicado en el  condado de Vance en el estado estadounidense de Carolina del Norte. En el año 2010 tenía una población de 3.712 habitantes.

## Geografía
El municipio de Middleburg se encuentra ubicado en las coordenadas 36°25′31.2″N 78°20′5.71″O / 36.425333, -78.3349194.